# Toot Sweet
| Recensione | Giudizio |
| ---------- | -------- |
| AllMusic   | [ 1 ]    |

Toot Sweet è un album del sassofonista statunitense Lee Konitz e del pianista francese Michel Petrucciani pubblicato nel 1982 dalla casa discografica Owl Records.

## Il disco
L'album è stato registrato nel centro musicale dell'azienda Bosendorfer, produttrice di pianoforti, il cui piano Imperial viene utilizzato da Petrucciani nel disco (Konitz utilizza un sax contralto Selmer).
L'album nasce dall'incontro tra un artista, Lee Konitz, con quasi quarant'anni di carriera alle spalle, di grande fama e con numerosissime collaborazioni alle spalle con un giovane Michel Petrucciani che comunque, nonostante i soli 19 anni, vantava già importanti collaborazioni ed apparizioni in gruppi di altri musicisti, nonché alcune incisioni a proprio nome e con un proprio trio.
Il duetto tra i due, entrambi dalla personalità marcata e con stili piuttosto differenti, risulta mirabile e a volte “sospeso nell'aria” e i due “non toccano più terra” come scrive Alain Gerber nelle note del disco. Ancora Gerber fa notare che “se prima di aver ascoltato Leechel Petruccianitz mi avessero detto che c'erano ancora musicisti in grado di farmi andar fuori di testa... gli avrei riso sarcasticamente in faccia. Questo meraviglioso disco è stato come una doccia fredda sulla mia presunzione...”. Le considerazioni sono forse di parte, ma è comunque certo che il connubio tra i due risulta effettivamente di grande intensità e lirismo, grazie alla capacità di dialogare tra loro in modo tale da esaltare l'uno le capacità dell'altro.
In fin dei conti, il duo è forse la formazione più difficile in cui esibirsi, in quanto bisogna armonizzarsi l'un l'altro, ma al contempo non ci sono altri musicisti e strumenti che possano fare da collante o da trait d'union, smussando così dissonanze esecutive o interpretative tra i protagonisti.
Il disco è stato riproposto in CD nel 2001 dalla medesima casa discografica, senza variazioni rispetto all'originale.

## Tracce

### LP
Lato A
1. I Hear A Rhapsody – 4:37 (George Fragos, Jack Baker, Dick Gasparre)
2. To Erlinda – 4:55 (Michel Petrucciani)
3. Round About Midnight – 15:48 (Bernie Hanighen, Thelonious Monk, Cootie Williams)

Lato B
1. Lover Man – 15:25 (Jimmy Davis, Roger Ram Ramirez, James Sherman)
2. Ode – 4:42 (Lee Konitz)
3. Lovelee – 2:09 (Michel Petrucciani, Lee Konitz)

## Formazione
- Lee Konitz – sassofono contralto
- Michel Petrucciani - pianoforte

Note aggiuntive
- Jean-Jacques Pussiau e Guy Van Minden - produttori
- Registrazioni effettuate il 25 maggio 1982 al Centre Musical Bosendorfer di Parigi (Francia)
- Jean-Martial Golaz - ingegnere delle registrazioni
- Christian Orsini Translab - gravure
- Eduard Boubat - fotografie copertina album originale
- Bernard Amiard - progetto grafico copertina album originale
- Alain Gerber - note retrocopertina album originale[3]